# Dušan Šarotar

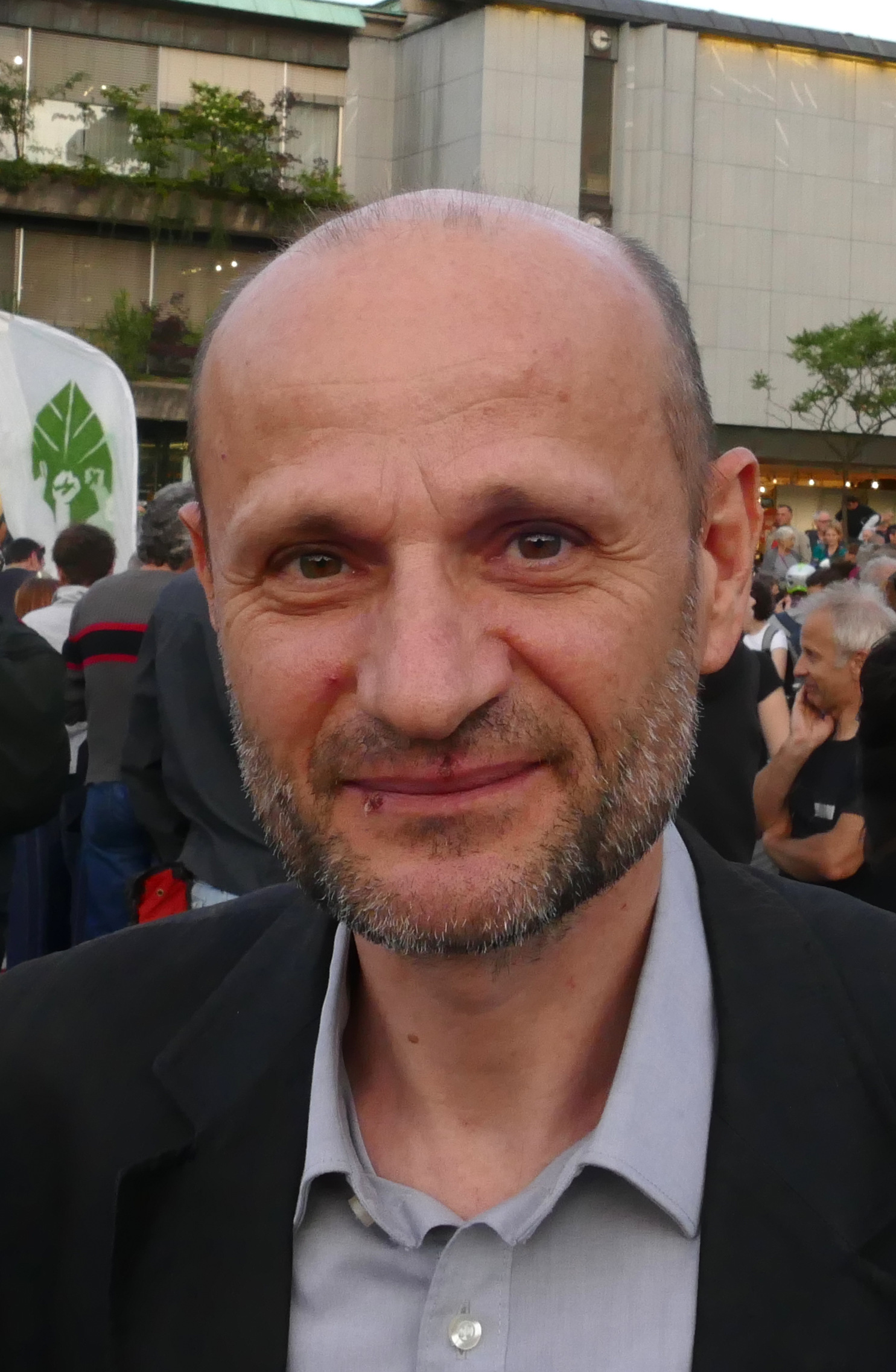
Dušan Šarotar

Dušan Šarotar (* 16. April 1968 in Murska Sobota, SFRJ) ist ein slowenischer Schriftsteller, Dichter, Drehbuchautor und Fotograf.

## Leben
Dušan Šarotar studierte Soziologie und Philosophie an der Universität Ljubljana. Seit dem Jahr 2000 arbeitet er als freiberuflicher Schriftsteller. Beim Verlag Beletrina und dessen Internetportal Airbeletrina war er als Redakteur tätig. Er verfasste Szenarien für Dokumentar- und Spielfilme, darunter Porträts slowenischer Dichter wie Dane Zajc, Milan Dekleva und Gregor Strniša.
Šarotar schreibt hauptsächlich Romane, Kurzprosa und Lyrik. Zentrale Themen seiner Werke sind seine Heimat Prekmurje und das Schicksal der dortigen jüdischen Gemeinschaft und der Holocaust, so z. B. in Biljard v Dobrayu „Billard im Hotel“ Dobray, der das Ende des Zweiten Weltkriegs in Murska Sobota behandelt und 2008 für den Kresnik-Preis nominiert wurde. Der 2011 erschienene Roman Nostalgija ("Nostalgie") setzt sich ebenfalls mit dieser Thematik auseinander. Auch Zvezdna karta (2021, "Sternenkarte") handelt während des Zweiten Weltkriegs und behandelt das Schicksal dreier Juden aus Murska Sobota. Mit diesem Roman schaffte es Šarotar 2022 erneut unter die Finalisten des Kresnik-Preises und des Cankar-Preises. 2012 veröffentlichte er den essayistischen Band Ne morje ne zemlja ("Nicht Meer nicht Erde"), in dem er das eigene Schaffen reflektiert.
Šarotar ist auch als Literaturübersetzer aus dem Bosnischen/Kroatischen/Serbischen tätig. Darüber hinaus ist er Fotograf. Im Rahmen der Europäischen Kulturhauptstadt 2012 organisierte Šarotar eine Ausstellung eigener Fotografien unter dem Titel Duše ("Seelen") in der Synagoge von Maribor. Sein Reiseroman Panorama (2014) enthält eigene Fotografien.
Šarotar ist mit der Psychiaterin Brigita Novak Šarotar verheiratet, mit der er zwei Kinder hat und in Ljubljana lebt. Er ist Mitglied des Slowenischen Schriftstellerverbands.

## Werke (Auswahl)

### Romane
- 1999: Potapljanje na dah. Ljubljana: Beletrina.
- 2003: Nočitev z zajtrkom. Ljubljana: Sodobnost.
- 2007: Biljard v Dobrayu. Ljubljana: Beletrina.
- 2010: Ostani z mano, duša moja/Ostani z menov, düša moja. Murska Sobota: Franc-Franc. Zweisprachige Ausgabe, mit Übersetzung in den Dialekt des slowenischen Raabgebiets in Ungarn.
- 2014: Panorama. Ljubljana: Beletrina.
  - dt. Übersetzung: Panorama. Passau: Schenk Verlag, 2023. Übersetzt von Metka Wakounig.
- 2021: Zvezdna karta. Novo mesto: Goga.
- 2023: Nikomah poroča. Novo mesto: Goga.

### Kurzprosa
- 2002: Mrtvi kot. Ljubljana: Beletrina.
- 2011: Nostalgija. Ljubljana: Sodobnost.

### Essayistik
- 2012: Ne morje ne zemlja. Novo mesto: Goga.

### Gedichtbände
- 2004: Občutek za veter. Gemeinsam mit Feri Lainšček. Murska Sobota: Franc-Franc.
- 2006: Krajina v molu. Murska Sobota: Franc-Franc.
- 2008: Hiša mojega sina. Murska Sobota: Franc-Franc.

### Übersetzungen
- Ahmed Burić: Vrata raja (zusammen mit Esad Babačić, Jelka Ciglenečki, Stanka Hrastelj, Dijana Matković). Novo mesto: Goga 2015.
- Pavao Pavličič: Donava. Novo mesto: Goga 2016.